# Enmerkar
Enmerkar (in sumero: 𒂗𒈨𒅕𒃸 ENme.er.kar2; …) è stato un mitico re sumero fondatore della città di Uruk.
Era figlio di Meskiaggasher re-sacerdote del villaggio di Eanna che verrà inglobato in Uruk. Secondo la Lista dei re sumeri il suo regno durò 427 anni: taluni studiosi interpretano però la durata riportata nella lista come 27 anni, altri come solo 7. 

La torre di Babele vista da Pieter Bruegel

## Storia
Secondo la mitologia mesopotamica, l'eroe Gilgameš sarebbe il successore di Lugalbanda, a sua volta successore di Enmerkar. Le sue gesta sono ricordate in almeno due poemi epici della letteratura sumera: Enmerkar e il signore di Aratta, dove viene descritta l'invenzione della scrittura che serve per il commercio con una favolosa città tra i monti dell'Iran, ed Enmerkar e Enshuhgirana.
Secondo David Rohl da Enmerkar deriva il biblico Nimrod fondatore di Erek (Uruk) citato nel Genesi 10. Infatti la scritta in ebraico di Nimrod è NMR(d), ed aggiungendovi le vocali si ottiene eNMeR(kar) col suffisso -kar significante cacciatore. Nella Bibbia Nimrod è il grande cacciatore che osa affrontare Dio, da cui il suffisso D di NIM(D) che cambia il senso della parola in "arrogante".
Alcuni hanno identificato Enmerkar con il costruttore della Torre di Babele ricordata nella Bibbia. È invece più probabile che il mito della torre di Babele sia nato dal ricordo dello ziggurat costruito come tempio di Enki nella città di Eridu. Corrisponde all'epoca del passaggio del centro culturale dei sumeri da Eridu ad Uruk, descritto nel mito della sottrazione dei Me al dio Enki da parte della dea Inanna. Archeologicamente corrisponde alla fondazione di Uruk verso il 3500 a.C., qualche tempo dopo le tracce del primo diluvio storico in Mesopotamia trovate nella vicina città di Ur.

## Cronologia
| predecessore: Meskiaggasher | I Dinastia di Uruk 2750 a.C. - 2720 a.C. | successore: Lugalbanda |